# Sylvana Tomaselli
Sylvana Palma Windsor, comtesse de Saint Andrews (née Tomaselli, anciennement Jones ; née le 28 mai 1957) est une universitaire et historienne née au Canada. Du fait de son mariage, elle est membre de la Maison Windsor et est liée à la famille royale britannique en tant qu'épouse de George Windsor, comte de St Andrews, fils aîné du prince Edward, duc de Kent. Historienne et chargée de cours à l'Université de Cambridge, elle est généralement connue professionnellement sous le nom de Dr. Sylvana Tomaselli.

## Jeunesse
Sylvana Tomaselli est née le 28 mai 1957 à Placentia, en province de Terre-Neuve au Canada, de Maximilian Karl Tomaselli (originaire de Salzbourg) et de son épouse Josiane née Preschez (originaire d'Île-de-France). Elle appartient à la famille Tomaselli, une famille ancienne et noble qui a occupé au Moyen Âge des postes de premier plan en Italie du Nord. Sylvana Tomaselli appartient à une branche autrichienne de cette famille. Elle fait ses études au Canada et en Angleterre.

## Mariages et famille
Elle épouse d'abord, le 25 décembre 1977 à Vancouver, John Paul Jones, fils du capitaine Geoffrey Jones, de la Barbade, mais ils divorcent en 1981 sans enfants.
Elle épouse en second lieu, le 9 janvier 1988 à Leith en Écosse, George, comte de St Andrews et ils ont trois enfants :
- Edward Windsor, Lord Downpatrick (né le 2 décembre 1988 au St Mary's Hospital de Londres)
- Lady Marina Windsor (en) (née le 30 septembre 1992 à l'hôpital Rosie de Cambridge)
- Lady Amelia Windsor (née le 24 août 1995 à l'hôpital Rosie de Cambridge)

Le catholicisme de Lady St Andrews n'empêche plus son mari d'être dans la ligne de succession au trône. Deux de ses enfants, Edward (2003) et Marina (2008), sont reçus dans l'Église catholique romaine, cédant ainsi leur place dans l'Ordre de succession au trône britannique, mais la fille cadette de Lord et Lady St Andrews, Amelia, est encore dans l'ordre de succession britannique.

## Carrière académique
Sylvana Tomaselli est titulaire d'un Bachelor of Arts de l'université de la Colombie-Britannique, d'une maîtrise de l'université York (Toronto, Ontario, Canada) et d'une maîtrise de l'université de Cambridge, et devient membre du St John's College de Cambridge en 2004. Elle est spécialisée dans la théorie politique française et britannique du XVIIIe siècle, en particulier l'histoire de la féminité, et a écrit sur John Locke, Jean-Jacques Rousseau, David Hume, Mary Wollstonecraft et John Stuart Mill. Elle est la traductrice du Livre II du Séminaires de Jacques Lacan, Le moi dans la théorie de Freud et dans la technique de la psychanalyse. Elle enseigne les trois mémoires d'histoire de la théorie politique et est chargée de cours affiliée aux facultés d'histoire et de sciences sociales et politiques.
Elle est membre fondatrice du Centre européen pour la philosophie du genre, à Siegen, en Allemagne et est actuellement directrice d'études en histoire et sciences sociales et politiques au St John's College de l'université de Cambridge, et tutrice pour les étudiants de troisième cycle.
Le Dr Tomaselli est fellow de la Royal Historical Society.